# Bătălia de la Ghindăoani
Bătălia de la Ghindăoani a avut loc în luna februarie 1395 și a opus armata domnitorului Moldovei Ștefan I Mușat, celei a regelui Ungariei Sigismund de Luxemburg. A fost prima bătălie dusă în condiții de suveranitate statală de către Principatul Moldovei și a avut ca motiv refuzul domnitorului moldovean de a recunoaște suzeranitatea Ungariei, fiind un episod al politicii de expansiune  teritorială maghiară la răsărit de Carpații Orientali.

## Context
Situația pe plan extern de la sfârșitul secolului al XIV-lea a impus Moldovei necesitatea de a ține cont atât de Regatul Ungariei cât și de cel al Poloniei. Continuator al politicii lui Petru al II-lea Mușat de a contracara tendințele expansioniste ale Ungariei, Ștefan I Mușat – care fusese sprijinit pentru a accede la tron de dinastia Jagellonă, a reluat relațiile suzerano-vasalice cu aceasta, astfel că la 6 ianuarie 1395 el a recunoscut suzeranitatea poloneză „în numele poporului Țării Moldovei”. Condițiile stipulate au prevăzut printre altele participarea domnului cu armele împotriva oricărui dușman al Poloniei, chiar și „împotriva craiului Ungariei”.
Acest act al voievodului moldovean a provocat nemulțumirea curții maghiare, în contextul în care Regatul Ungar avea nevoie de asigurarea spatelui față de Polonia rivală, date fiind luptele cu otomanii. Cu scopul de a scoate Moldova de sub suzeranitatea Poloniei și de a o înlocui cu vasalitatea față de Ungaria, Sigismund de Luxemburg a organizat așadar o campanie militară „contra moldovanos”.

## Confruntarea

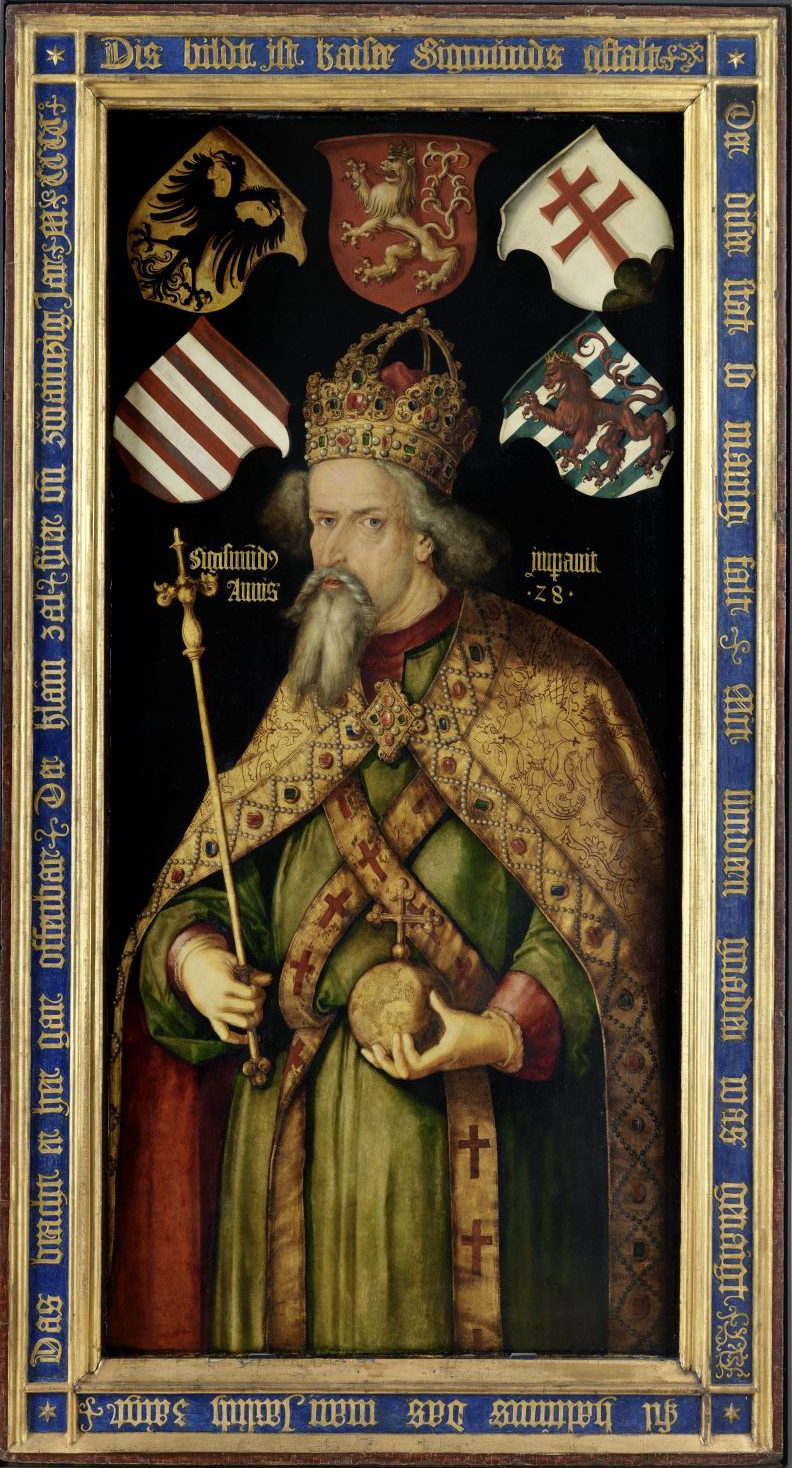
Portret al împăratului Sigismund de Luxemburg

Odată cu începerea anului 1395, Sigismund a declanșat pe direcția Cristuru Secuiesc - Pasul Oituz invazia, printr-o avangardă comandată de comitele secuilor Ștefan de Kanizsa. Aceasta care a reușit să treacă de apărătorii moldoveni înarmați în principal cu arcuri și fortificați în prisăci.
Corpul principal al oastei maghiare – comandat chiar de către rege, a trecut în Moldova prin altă pas – cel mai probabil prin cel de la Bicaz cu intenția de a ajunge la Hârlău, reședința domnitorului. Hărțuită de oștenii lui Ștefan I armata ungară a ajuns la Cetatea Neamț (unde la 2 februarie 1395 cancelaria regală a emis un act cu mențiunea „ante castrum Nempch”, prima mențiune documentară a fortificației). La Cetatea Neamțului era comandamentul de campanie al domnitorului moldovean. Cetatea a fost asediată, însă a rezistat doar cîteva zile și voievodul a acceptat încheierea păcii la 3 februarie 1395. 
După ce Ștefan I a acceptat formal încetarea ostilităților și „a făcut supunere” ca și stratagemă, a atacat cu toată puterea poporului său și surprins armata maghiară pe drumul de întoarcere spre trecătoarea Bicaz, în apropiere de Tîrgu Neamț la Hindău (astăzi satul Ghindăoani din Comuna Bălțătești, Neamț) la 12 februarie 1395. Locul a fost prielnic pentru o ambuscadă deoarece era îngust și forțele lui Sigismund nu și-a putut desfășura dispozitivul, supus tirului arcașilor moldoveni. Deoarece au atacat prin surprindere, trupele lui Ștefan I au reușind să fracționeze trupele inamice, astfel încât regele ungar a rămas fără sprijinul grosului armatei sale. Sigismund a fost astfel – se pare obligat să se retragă rapid spre Transilvania, după cum se subînțelege din faptul că doar câteva zile mai târziu – respectiv în 14 februarie , a mai emis un alt act de cancelarie la Brașov.

## In memoriam
Pe piatra tombală de la Rădăuți a lui Ștefan I Mușat pusă de strănepotul său Ștefan cel Mare, scrie: 
„Binecinstitorul domn al Țării Moldovei, Ștefan voievod, fiul lui Bogdan voievod, a împodobit mormîntul acesta strămoșului nostru, bătrânul Ștefan voievod, care a bătut pe unguri la Hindov, a biruit pe Jicmont craiul unguresc la Hindov.”

Un fragment dintr-un act de danie pentru Ștefan de Kanizsa menționează cronica unor evenimente ale campaniei: 
„Și apoi pe pământul țării noastre moldovene, care se răzvrătise împotriva noastră și care se împotrivea necurmat, cu dușmănie, nouă și supușilor noștri, în care țară a Moldovei, atunci când am ridicat noi puternica noastră armată, sus-numitul mărit Ștefan de Kanisza, care pe atunci era comitele secuilor noștri, împreună cu tovarășii și ostașii săi și cu secuii noștri, a dat năvală puternic, înaintea intrării noastre în zisa țară, cu ceata sa de ostași sus-pomeniți, sprijinită și de oastea puternică a secuilor, pentru ca să asigure pătrunderea noastră, dându-ne necurmat și bun ajutor cu oastea sa, pe când noi înaintam pe celălalt drum (...) și întorcându-se acel domn Ștefan spre noi și deschizându-ne un drum mai sigur și dând cu bărbăție felurite lupte prin munți și în desele întărituri cu acei români și cu Ștefan voievodul lor; și astfel ne-am așezat și noi, cu ajutorul Domnului, tabăra în zisa țară a Moldovei lângă sălașul sau casa însăși de locuit a numitului Ștefan voievodul. Și pomenitul Ștefan voievodul cu tovarășii săi și cu toți românii săi, cerând mai întâi iertare și îndurare de la înălțimea noastră pentru nesupunerea și neascultarea sa (...) s-a închinat cu smerenie (...).”